# Alcmonavis
Alcmonavis ist eine Gattung theropoder Dinosaurier aus der Gruppe der Avialae (Vögel im weiteren Sinne) aus der späten Jurazeit. Die einzige bekannte Art ist Alcmonavis poeschli. Sie ist bekannt durch etwa 150 Millionen Jahren alte Fossilien aus
der Mörnsheim-Formation in Bayern, Deutschland.

## Fund und Namensgebung
Der Amateurpaläontologe Roland Pöschl, der auf dem Schaudiberg, bei Mörnsheim in Bayern einen Steinbruch namens Alte Schöpfel besitzt, suchte dort systematisch nach Fossilien. Im November 2017 fand er eine Steinplatte mit dem rechten Flügel eines „Urvogels“. Das Stück wurde durch Uli Leonhardt präpariert. 2018 meldete er es als ein Exemplar von Archaeopteryx, wies aber auf die Möglichkeit hin, dass es sich um eine neue Gattung handeln könne.
2019 wurde basierend auf diesem Exemplar die neue Gattung und Art Alcmonavis poeschli durch Oliver Rauhut, Helmut Tischlinger und Christian Foth benannt und beschrieben. Der Name verbindet den keltischen Namen des Flusses Altmühl, der durch das Fundgebiet strömt, Alcmona, mit dem Lateinischen Wort für Vogel, avis. Die Ergänzung ehrt Pöschl als Entdecker. Zu Lebzeiten des nunmehr ältesten Vogels befand sich dort der Solnhofer Archipel, eine subtropische Lagune mit Riffen und Inseln. Möglicherweise war Alcmonavis besser zum Flatterflug befähigt als Archaeopteryx.
Das Fossil wurde nach Ankauf durch das Bundesland Bayern in die Bayerische Staatssammlung für Paläontologie und Geologie eingegliedert.

## Lebensweise
Anatomische Details weisen darauf hin, dass Alcmonavis deutlich besser fliegen konnte als Archaeopteryx und insofern einen evolutionären Schritt darstellt.